# 塔哈站
塔哈站位于黑龙江省齐齐哈尔市富裕县塔哈镇塔哈村，是齐北铁路上的铁路车站。车站随齐克铁路建于1928年，1930年通车，1931年1月正式运营:98。2016年6月28日和7月9日，车站上行至高头站和下行至富裕站区间相继实现复线化，同时车站重建站台及站房客运设施。
车站设有5条到发线，站房位于线路左侧（西北侧）、2座旅客站台，隶属中国铁路哈尔滨局集团齐齐哈尔车务段，办理客运业务。